# Dino Brandão

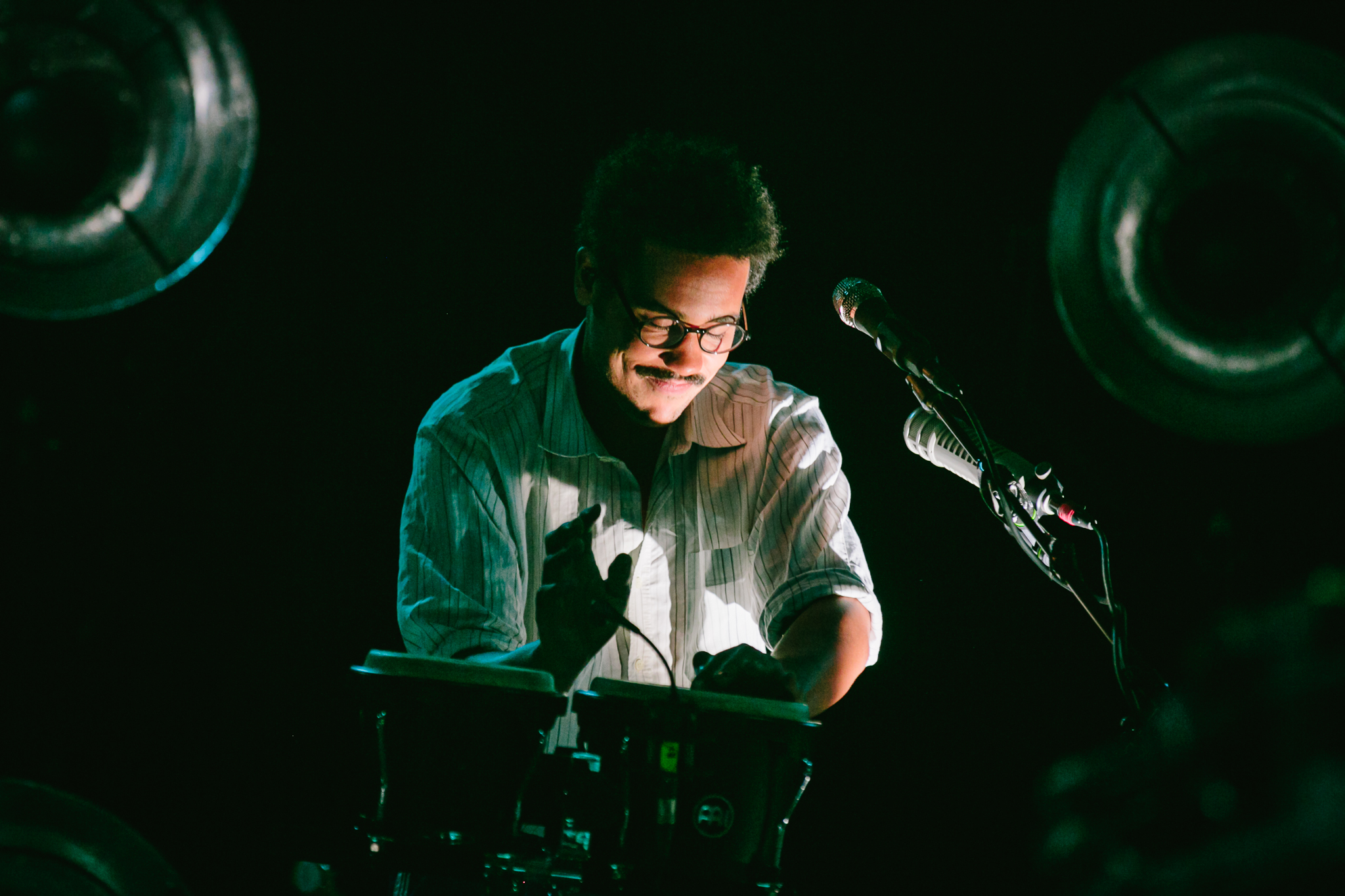
Dino Brandão (2019)

Dino Brandão ist ein Schweizer Sänger, Musiker und Songwriter. Er ist Sänger und Gitarrist der Schweizer Band Frank Powers. Seit dem Jahr 2020 ist Dino Brandão auch als Solo-Künstler unterwegs. Im Dezember 2020 veröffentlichte er mit den Musikern Sophie Hunger und Faber als Brandão Faber Hunger das Album Ich liebe dich. Zudem spielten sie als Supergroup drei Konzerte im Sommer 2020.

## Diskografie

### Alben
| Jahr | Titel Musiklabel             | Höchstplatzierung, Gesamtwochen, AuszeichnungChartplatzierungen (Jahr, Titel, Musiklabel, Platzierungen, Wochen, Auszeichnungen, Anmerkungen) | Höchstplatzierung, Gesamtwochen, AuszeichnungChartplatzierungen (Jahr, Titel, Musiklabel, Platzierungen, Wochen, Auszeichnungen, Anmerkungen) | Höchstplatzierung, Gesamtwochen, AuszeichnungChartplatzierungen (Jahr, Titel, Musiklabel, Platzierungen, Wochen, Auszeichnungen, Anmerkungen) | Anmerkungen                                                                                |
| Jahr | Titel Musiklabel             | CH | DE | AT | Anmerkungen                                                                                |
| ---- | ---------------------------- | --- | --- | --- | ------------------------------------------------------------------------------------------ |
| 2020 | Ich liebe dich Two Gentlemen | CH2 (22 Wo.)CH | DE54 (4 Wo.)DE | AT38 (1 Wo.)AT | Erstveröffentlichung: 11. Dezember 2020 mit Faber & Sophie Hunger als Brandão Faber Hunger |